# Jóhann Magnús Bjarnason

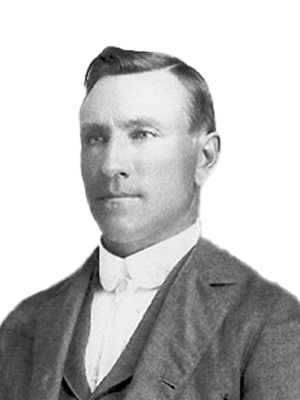
Jóhann Magnús Bjarnason

Jóhann Magnús Bjarnason (Meðalnes, 24 mei 1866 – Elfros, Canada, 8 september 1945) was een IJslandse schrijver.

## Leven
Jóhann Magnús werd geboren in een boerenfamilie in het westen van IJsland. In 1875 emigreerde het gezin naar Canada, waar zij zich achtereenvolgens in Nova Scotia, New Iceland en Manitoba vestigden. Terwijl hij als loonwerker de kost verdiende, studeerde hij pedagogie en werd in 1889 onderwijzer. Tot 1922 gaf hij les aan de kinderen van IJslandse immigranten. Hierna trok hij zich terug in Elfros, Saskatchewan.
Hoewel Jóhann Magnús ook gedichten, sprookjes, novelles en drama's schreef, worden zijn romans het hoogst aangeslagen. Het belangrijkste thema in zijn oeuvre is emigratie. Zijn werk verscheen in zes uitgaven 1942 tot 1973.

## Werk
Romans
- Eiríkur Hansson (1899)
- Brazilíufaranir (eerste deel 1905, tweede deel 1908)

Verzameld werk
- Ritsafn (zes delen, 1942 – 1973)